# 水天宮 (東京都中央区)
水天宮（すいてんぐう）は、東京都中央区日本橋蛎殻町にある神社。福岡県久留米市にある久留米水天宮の分社である。

## 概要
地下鉄「水天宮前駅」と直結している。安産祈願で有名なので若い夫婦の参拝が多い。一階は全天候型駐車場で「大きなコンクリートの箱」のような趣で神社らしい雰囲気はあまりない。白木造りの社殿はこのコンクリートの土台の上に構築されているため、かなりの高さがある。社殿の正面に厳かなデザインをした六階建てのビルがあり中央の階段を上がると二階の境内に入ることができる。階段の両脇には提灯が供えられてある。著名な神社にしては敷地が狭いが建物全体を免震構造にするなど現代的な設備をもった都市型の神社である。

## 祭神
天御中主神・安徳天皇・高倉平中宮（建礼門院、平徳子）・二位の尼（平時子）。

## 神徳・御利益・信仰
江戸時代より安産・子授けの神「おすいてんぐさま」として人々から厚い信仰を集める。妊婦や子供を授かりたい夫婦あるいは無事出産できた夫婦などが、安産や子授かりの願掛けやお礼参りなどで人並みが途絶えることがない。

## 歴史
久留米の水天宮は久留米藩歴代藩主（有馬家）により崇敬されていたが、文政元年（1818年）9月、9代藩主有馬頼徳が江戸・三田の久留米藩江戸上屋敷に分霊を勧請した。これが江戸の水天宮の始まりである。藩邸内にあったため一般人の参拝が難しかったが、江戸でも信仰者の多い水天宮への一般参拝の許可を求める伺書を幕府へ提出、幕府のこうした事例は関与しないとの見解を得た上で、同年から毎月5の日に一般開放された。その人気ぶりは「情け有馬の水天宮」という地口も生まれたほどであった。有馬家の会計記録には「水天宮金」という賽銭や奉納物、お札などの販売物の売上項目があり、その金額は安政年間の記録で年間2000両に上り、財政難であえぐ久留米藩にとって貴重な副収入だった。
明治4年（1871年）、有馬家屋敷が移転することになり、それとともに赤坂に遷座したが、翌明治5年（1872年）、有馬家中屋敷（近隣の中央区立有馬小学校に名前と痕跡が残る）のあった現在の日本橋蛎殻町二丁目に移転した。
江戸鎮座200年記念事業として社殿の建て替えを行った。それに伴い、平成25年（2013年）3月1日から平成28年（2016年）4月7日までの間は、日本橋浜町の明治座そばに仮宮（北緯35度41分14秒 東経139度47分15秒 / 北緯35.68722度 東経139.78750度）が設けられていた。これは少なくとも、昭和40年代初期に嵩上げ工事をして2階建てとなって以来、ほぼ半世紀ぶりの遷座である。
平成28年（2016年）4月8日より新社殿への参拝者の受け入れを開始した。新築に合わせて最新の設備が導入され、社務所や待合室は非常に現代的な造りとなった。さらに社殿だけでなく参道や回廊など境内全体に免震構造が採用されている。
江戸鎮座200年記念事業の一環として、境内を一新した御造替（建替工事）事業は、2016年度グッドデザイン賞、2020年に日本建設業連合会主催の第61回BCS賞の一つに選ばれている。
有馬家との縁は続いており、2016年現在の宮司有馬頼央は、有馬家の第17代当主である。

## 境内外社
- 寳生辨財天（市杵島姫神社） - 品川の有馬家下屋敷に祀られていた辨財天像を安置する。学芸・芸事の神として信仰されている。
- 火風神社
- 秋葉神社
- 高尾神社
- 安産子育河童

- 人形町通りより見る（2018年2月撮影）
- 参道入口（2018年2月撮影）
- 参道より本殿を見る（2018年2月撮影）
- 社務所・神札所（2018年2月撮影）
- 手水屋（2018年2月撮影）
- 子宝いぬ（2018年2月撮影）
- 安産子育河童（2018年2月撮影）
- 寶生辨財天（2018年2月撮影）
- 境内社(2019年12月撮影)
- 旧社殿（2005年11月撮影）
- 仮宮（2014年7月撮影）

## 祭事
- 1月5日 - 初水天宮
- 1月6日 - 火風神社祭
- 2月節分の日 - 節分祭
- 2月11日 - 紀元祭
- 2月17日 - 祈年祭
- 3月4日 - 高尾神社祭
- 5月1日（隔年） - 献茶祭
- 5月5日 - 例大祭
- 5月第2の巳の日 - 中央辧財天例祭
- 6月30日 - 大祓
- 11月18日 - 秋葉神社祭
- 11月23日 - 新嘗祭
- 12月31日 - 大祓

水天宮の例大祭は5月5日であり、縁日は毎月5日である。これについて当社では毎月の5日が縁日であることから例大祭が5月5日となったとしているが、総本宮の久留米水天宮では、逆に例大祭が5月5日であることから毎月の5日が縁日となったとしている。

## 所在地・交通アクセス
所在地
- 東京都中央区日本橋蛎殻町2-4-1

交通アクセス
鉄道
- 東京地下鉄半蔵門線  水天宮前駅（5番出口） 徒歩1分
- 東京地下鉄日比谷線  人形町駅（A1出口） 徒歩6分
- 都営地下鉄浅草線  人形町駅（A3出口） 徒歩8分

路線バス
- 中央区コミュニティバス(江戸バス)北循環「水天宮前駅」
- 都営バス秋26系統(秋葉原駅行き)・錦11系統「水天宮前」
- メトロリンク日本橋Eライン「地下鉄水天宮前駅」

## 開門時間
- 午前7時から午後6時まで（祈願受付は午前8時から午後3時、戌の日は午後3時半まで）

## 日本橋 七福神めぐり
近隣の神社と共に「日本橋七福神めぐり」の一社になっている。
- 笠間稲荷神社 東京別社（寿老神）
- 小網神社（福禄寿）
- 水天宮（弁財天）
- 末廣神社（毘沙門天）
- 椙森神社（恵比寿）
- 松島神社（大黒天）
- 茶ノ木神社（布袋）

## 周辺情報
- 東京シティエアターミナル
- ロイヤルパークホテル
- 首都高速道路　箱崎JCT、箱崎PA、箱崎出入口